# Issaak Jefremowitsch Boleslawski
Issaak Jefremowitsch Boleslawski (russisch Исаак Ефремович Болеславский, wiss. Transliteration Isaak Efremovič Boleslavskij; * 9. Juni 1919 in Solotonoscha nahe Poltawa; † 15. Februar 1977 in Minsk) war ein sowjetischer Schachspieler (seit 1950 Großmeister) und -theoretiker.

## Leben
Boleslawski kam als Sohn eines Pharmazeuten zur Welt. Die vierköpfige Familie (Issaak hatte einen Bruder) zog bald nach Issaaks Geburt in die Stadt Dnjepropetrowsk, wo er als Neunjähriger die Schachregeln erlernte und sich im Jahr 1933 an ersten Schülerturnieren beteiligte.
Bereits als Schüler war er ein erfolgreicher Schachspieler. 1935 gelangte er auf den dritten Platz beim Allrepubliken-Jugendturnier, einer Art Vorläufer der UdSSR-Jugendmeisterschaft. 1938, 1939 und 1940 wurde er Meister der Ukrainischen SSR, wobei sein Sieg im Jahr 1938 in Kiew als eine Sensation aufgefasst wurde, da er als 19-jähriger unbekannter Student startete (er qualifizierte sich mit seinem Sieg bei der Meisterschaft der Region Dnjepropetrowsk), der noch keinerlei Erfahrungen mit Meisterspielern aufwies.
Im Jahr 1939 erhielt er den sowjetischen Titel Meister des Sports. Bei der UdSSR-Meisterschaft 1940 teilte er sich den 5. und 6. Platz mit Michail Botwinnik. Ein Jahr später nahm er an der Absoluten Meisterschaft der UdSSR teil, einem der bedeutendsten Turniere der Schachgeschichte. Außer Boleslawski nahmen Michail Botwinnik, Paul Keres, Wassili Smyslow, Andor Lilienthal und Igor Bondarewski teil. Boleslawskis 4. Platz war sehr ehrenwert.
Nach dem Überfall Deutschlands auf die Sowjetunion im Juni 1941 wurde Boleslawski, der aufgrund gesundheitlicher Probleme vom Wehrdienst freigestellt wurde, nach Swerdlowsk evakuiert, wo er während des Krieges sein in Dnjepropetrowsk begonnenes Studium der Philologie abschloss. In Swerdlowsk lernte er auch seine spätere Ehefrau kennen, die er 1943 heiratete.
Bei der UdSSR-Meisterschaft 1944 wurde er Dritter, 1945 und 1947 jeweils Vize-Meister. 1945 verlieh man ihm den Titel eines Großmeisters der UdSSR (den entsprechenden FIDE-Titel erhielt er 1950) und 1948 den eines Verdienten Meisters der Sports.
Beim ersten Interzonenturnier der FIDE in Saltsjöbaden 1948 wurde Boleslawski Dritter und qualifizierte sich für das Kandidatenturnier in Budapest 1950. In Budapest erzielte er das beste Ergebnis seiner Karriere: er teilte sich mit David Bronstein den 1. und 2. Platz. Die beiden engen Freunde (Bronstein war bis zu seinem Tod mit Boleslawskis Tochter Tatjana (* 1946) verheiratet) mussten einen Stichkampf zur Ermittlung des Herausforderers von Michail Botwinnik spielen. Boleslawski unterlag knapp mit 6½:7½.
Ende 1951 zogen die Boleslawskis aus Swerdlowsk ins belarussische Minsk, wo Boleslawski sich gemeinsam mit Alexei Sokolski und anderen zugezogenen sowjetischen Spielern am Wiederaufbau des Schachlebens in der durch den Zweiten Weltkrieg zerrütteten Belarussischen SSR beteiligte. In Minsk kam im Jahr 1955 Boleslawskis Sohn Stanislaw zur Welt.
Beim nächsten Kandidatenturnier 1953 in Zürich und Neuhausen teilte er den 10. und 11. Platz. Sein Biograph Alexei Suetin macht für Boleslawskis schwaches Abschneiden insbesondere seine schlechte physische Vorbereitung verantwortlich. Boleslawski habe sich auf das Turnier zwar gründlich theoretisch vorbereitet, habe aber den physisch-sportlichen Aspekt vollständig außer Acht gelassen. Er hat in diesem 28-rundigen Marathonturnier mehrere gut angelegte Partien aus "Erschöpfung" entweder im entscheidenden Augenblick nicht gewonnen oder gar noch verloren. Dieses schwache Ergebnis habe sich zudem negativ auf sein Selbstbewusstsein ausgewirkt und sei verantwortlich für Boleslawskis nachlassende Schaffenskraft gewesen.
Boleslawskis beste Zeit als Turnierspieler war daraufhin vorbei. Zwar nahm er noch weiterhin an Turnieren im In- und Ausland teil, doch waren seine Ergebnisse nur mehr durchschnittlich. Im Jahr 1970 spielte er sein letztes Turnier, das Sokolski-Memorial in Minsk, und landete auf dem geteilten 5.–6. Platz. Anschließend beendete er seine Karriere als aktiver Spieler.
Boleslawski gewann mit der sowjetischen Nationalmannschaft die Schacholympiade 1952 in Helsinki und die Mannschaftseuropameisterschaften 1957 in Baden (Niederösterreich) und 1965 in Hamburg.
Seit Beginn der 1950er Jahre engagierte Boleslawski sich verstärkt als Trainer und Eröffnungstheoretiker. Unter anderem trainierte er die sowjetische Olympiamannschaft und einzelne Spieler, so bereitete er z. B. den Weltmeister Tigran Petrosjan auf seine WM-Kämpfe gegen Michail Botwinnik und Boris Spasski vor. Nachdem er in den 1950er Jahren nach Belarus gezogen war, trainierte er auch die dortige Republiksmannschaft. Er hinterließ umfassende Analysen zu verschiedenen Eröffnungen.
Viele seiner Ideen halfen, besonders die Sizilianische Verteidigung und die Königsindische Verteidigung besser zu verstehen. Seine Eröffnungsbücher wurden in zahlreiche Sprachen übersetzt und waren über Jahrzehnte die Grundlage des Eröffnungswissens der Meisterniveauspieler. Nach Boleslawski ist die Boleslawski-Variante in der Sizilianischen Verteidigung benannt: 1. e2–e4 c7–c5 2. Sg1–f3 Sb8–c6 3. d2–d4 c5xd4 4. Sf3xd4 Sg8–f6 5. Sb1–c3 d7–d6 6. Lf1–e2 e7–e5. Hans Kmoch bezeichnete eine Bauernformation in der Königsindischen Verteidigung als Boleslawski-Wall.
Boleslawskis letzte Elo-Zahl betrug 2530, im Juli 1971 erreichte er seine höchste Elo-Zahl von 2560. Vor Einführung der Elo-Zahlen erreichte Boleslawski im Mai 1950 seine höchste historische Elo-Zahl von 2760.

## Publikationen
- Grünfeld-Indisch bis Königs-Indisch. Moderne Theorie der Schacheröffnungen. Sportverlag Berlin, 1969
- Sizilianisch. Moderne Theorie der Schacheröffnungen. Sportverlag Berlin, 1971
- Skandinavisch bis Sizilianisch. Sportverlag, Moderne Theorie der Schacheröffnungen. Sportverlag Berlin, 1971